# 대한민국의 텔레비전 애니메이션 목록
다음은 대한민국의 텔레비전 애니메이션의 목록이다.

## 기타 문자
- 2020년 우주의 원더키디

## ㄱ
- 가이스터즈
- 고미의 만화 호기심천국
- 공룡메카드
- 고스트 메신저
- 곰탱이와 함께 하는 TV 동화
- 귀여운 쪼꼬미
- 그랜다이저
- 기가 트라이브
- 꼬비꼬비
- 개구리 왕눈이
- 검정고무신
- 그리지와 레밍스
- 꼬마버스 타요
- 꽉 잡아!

## ㄴ
- 날아라 슈퍼보드
- 내 친구 우비소년
  - 내 친구 우비소년 2
- 내 친구 자루
- 내 친구 해치
- 냉장고나라 코코몽
- 놓지마 정신줄
- 네모바지 스폰지밥

## ㄷ
- 다오배찌 붐힐대소동
- 달려라 하니
- 도야지봉
- 도라독스
  - 도기 파라다이스
- 독수리 5형제
- 도깨비언덕에 왜 왔니?
- 동글동글 해롱이
- 동물나라 샤코롱
- 동화 읽어주는 TV
- 두근두근 비밀친구
- 두치와 뿌꾸
- 따개비 루
- 딸기가 좋아
- 뚜루뚜루뚜 나롱이
  - 쾌걸롱맨 나롱이
  - 그린세이버
- 뚝딱박사 핌

## ㄹ
- 라그나로크 디 애니메이션
- 라라의 스타일기
- 라바
- 런딤
- 레고 닌자고
- 레스톨 특수구조대
- 레카 삼국지
- 로봇 찌빠
- 로보카 폴리
- 롤링스타즈
- 로보트 태권V
- 르브바하프 왕국 재건설기

## ㅁ
- 마루치 아라치
- 마법천자문
- 마스크맨
- 메타제트
- 매직 테일즈
- 먹티와 잼잼
- 모래요정 바람돌이
- 무무와 푸푸
- 무한전기 포트리스

## ㅂ
- 바가의 왕자 마린보이
- 바다의 전설 장보고
- 바람이의 모험
- 바스토프 레몬
- 바이오캅 윙고
- 벼리의 시간 여행
- 별나라 수퍼쭈리
- 보토스 패밀리[1]
- 보글보글 쿡
- 볼츠와 블립
- 브리스톨 탐험대
- 비키와 조니
- 빼꼼
- 뽀롱뽀롱 뽀로로
- 쁘띠쁘띠 뮤즈
- 바이트초이카
- 브레드 이발소

## ㅅ
- 사이버 영혼 바스토프레몬
- 섀도우파이터
- 스피드왕 번개
- 스피어즈
- 싸이킥스
- 세미와 매직큐브
- 신비아파트
- 시크릿 쥬쥬
- 선물 공룡 디보
- 슈팅 바쿠간

## ㅇ
- 아기공룡 둘리
- 아라리 쇼
- 아랑의 전설
- 안녕 자두야
- 에그보이 코루
- 애플캔디걸
- 열대펭귄 페닝
- 영심이
- 영혼기병 라젠카
- 올림포스 가디언
- 요랑아 요랑아
- 요술공주 세리
- 우리는 명탐정
- 우비소년
- 원더풀 데이즈
- 유니미니펫
- 유후와 친구들
- 은하의 일기
- 이겨라 승리호
- 이야기 여행
- 인어공주 나나
- 인조곤충 버그파이터
- 일지매
- 유희왕

## ㅈ
- 장금이의 꿈
- 제트레인저
- 좀비딸

## ㅊ
- 천방지축 건현진
- 천방지축 하니
- 채채퐁 김치퐁
- 천하무적 건현진
- 출동! 로봇보이
- 치로와 친구들
- 출동! 애니멀 레스큐

## ㅋ
- 캐니멀
- 카레이도 스타
- 쿵야쿵야
- 큐빅스
- 쿵푸 공룡 수호대
- 키드키드 한영 동화
- 캐치! 티니핑

## ㅌ
- 태권동자 마루치 아라치
- 태권왕 강태풍
- 태극천자문
- 트랙시티
- 터닝메카드

## ㅍ
- 파워에이전트 세븐
- 팬텀 2040
- 포켓몬스터
- 플라워링 하트

## ㅎ
- 하얀마음 백구
- 한자왕 주몽
- 햄콩이 음악대
- 홍길동
- 홍길동 어드벤처
- 흑장미 부인의 문방구
- 헬로카봇

## 영문
- TV동화 행복한 세상

1. ↑  “BOTOS 보토스 - YouTube”. 2022년 11월 1일에 확인함.